# Louis Peglion
Louis Peglion (Marsella, 9 de març de 1906 - 15 d'agost de 1986) fou un ciclista francès que va ser professional entre 1930 i 1933. En el seu palmarès destaca una victòria d'etapa al Tour de França de 1930. El 1931 va interpretar en el seu propi paper a la pel·lícula Hardi les gars ! dirigida per Maurice Champreux.

## Palmarès
- 1930
  - 1r al Critèrium de Var
  - Vencedor d'una etapa al Tour de França

### Resultats al Tour de França
- 1930. 14è de la classificació general i vencedor d'una etapa
- 1931. 7è de la classificació general
- 1932. 47è de la classificació general
- 1933. Abandona (8a etapa)